# Iovia
Iovia (Újtelep) egykori város volt az ókori Római Birodalom Pannonia Valeria tartományában. Kora császárkori és késő római belső erődje, a provincián belüli katonai infrastruktúra és logisztika erős védelemmel ellátott koncentrált központok egyike volt. (Alsóhetény (Iovia), Ságvár (Tricciana), Környe (Quirinum), Fenékpuszta (Valcum), Tác-Fövenypuszta (Gorsium-Herculia)) A kora császárkorban nemcsak a táborok és erődök alaprajzát határozták meg áthághatatlan szabályszerűségek, hanem egymástól való távolságukat is. A rómaiak által teremtett virágzó várost és erődöt a népvándorlás korának egymást követő időszakai teljesen megsemmisítették. 
A Kapospula közelében fekvő, késő római kori romtelepről  a magyar régészek Rómer Flórisnak, a magyar régészet atyjának a híradása nyomán értesültek. Fröhlich Róbert református lelkész, régész, akadémikus  ismertette először a lelőhelyet, aki szerint Felsőleperd közelében, az egykori gölösi malom mellett alighanem egy nagy kiterjedésű római várost rejt a föld. Hajdani létezéséről sokáig csak írott források tanúskodtak. Az első régészeti célú légi felvételek csak 1996-ban készültek e feltételezett város környékéről.
A Sopianaet és Brigetiót összekötő hadiút leírásában a Tabula Peutingeriana  útvonalleírásban Iovia és Herculia állomások is szerepelnek. Herculia esetében az Itinerarium mellékesen megadja az ott már a légiótábor felépülte előtt is létező civil település nevét is, Gorsiumét. Iovia, mint püspöki székhely azonosítása sokáig vitatott volt, az újabb kutatások ma már elfogadják, hogy a pannoniai püspöki székhelyet Ludbreg helyett Kapospula-Alsóhetény-pusztán kell keresni. A 333-ban készült Itinerarium Burdigalense Ioviát (Ludbreg) civitasnak nevezi. Az Itinerárium adatai 32 római mérföldre (47,3 km) rögzítik Sopianaetól északra a Brigetióba vezető út első állomásaként. Mai azonosítása csak a 2000-es évek körül kezdődött meg, ekkor kezdeményezték a lelőhely védetté nyilvánítását is. A legújabb kutatási eredmények alapján a város a már korábbról ismert alsóhetényi római kori erőd közelében, attól néhány kilométerre északra helyezkedett el, a mai Tolna vármegyei Szakcs külterületén. Hivatalos régészeti  közigazgatási elnevezése: Kapospula-Alsóhetény. Bertók Gábor ásatásvezető szerint egy "600-szor 600 méter kiterjedésű, fallal körülvett település lehetett, fórummal, egy 270 méter hosszú, oszlopsorokkal szegélyezett főutcával, tíz nagyobb épülettel, köztük talán főúri (császári) villával, bazilikával, fürdővel…"  'Dr. Tóth Endre régész az Ásatások Alsóhetényben 1981-1986 című művében leírja, hogy eső után a földeken tucatjával lehet összegyűjteni az apró érmeket, amelyeket a 4. században a Római Birodalom pénzverdéiben készítettek. Valószínűsíteni lehet, hogy a polgári város nevét annak elnéptelenedése után átvette az említett „hadtáp” feladatokat teljesítő katonai erődítés is.

## Története
Az Iovia városnév a Pannonia római városait összeíró néhány forrásból ismert, egyebek mellett egy, a 280-as években összeállított Itinerarium Antonini című útvonal-leírásban, mint a Sopianaeből (Pécs) Brigetióba (Komárom-Szőny) vezető út egyik települése a mai Tolna vármegye területén, 32 mérföldnyire Sopianaetól. Egy későbbi, az 5. századból származó forrás ugyanilyen néven említ a környékről egy katonai erődítményt is.

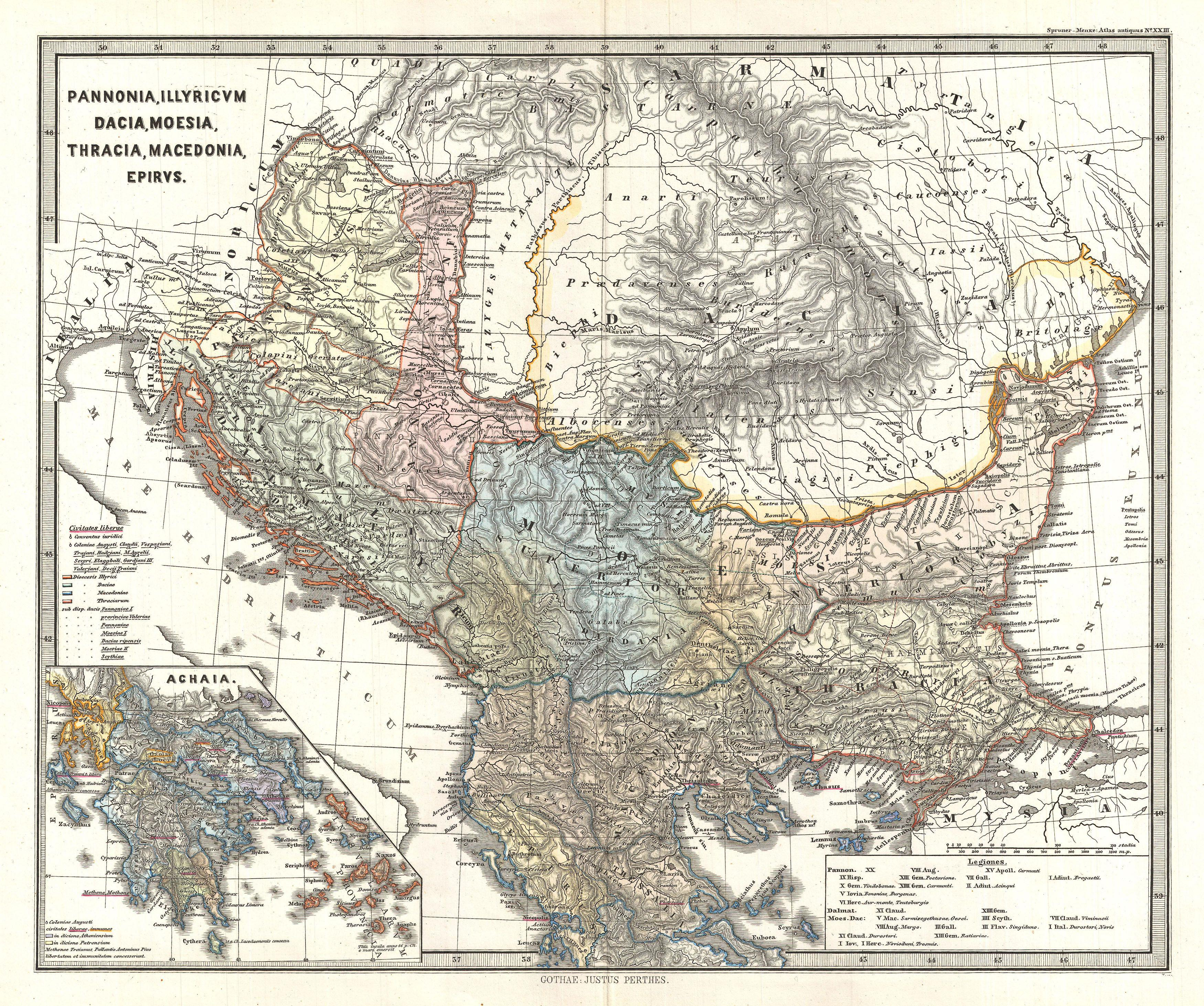
Iovia a Kapos mentén egy 1865-ben megjelent térképen

Báró Forster Gyula 1905-ben megjelent Magyarország műemlékei című művében említi a helyet: „Hetény. Az erdő melletti táblán egy puszta templom nyoma. Határában a római castrum, melyet a nép Sülyedtvárnak nevez. Rómer-hagy. LXVI. sz. es. M Biz.”  A „Süllyedtvár”-nak és heténypusztai castrumnak is nevezett hatalmas erődítmény köveinek kitermelése és felhasználása már az Árpádkorban elkezdődött. Kövei közül a sokadik felhasználásban az alsóhetényi házak alapfalaiba is kerültek.  Az erőd falaiból és belső épületeinek maradványaiból, 1989-től kezdve tömegesen kerültek másodlagosan beépített mészkő és márvány maradványok, mint faragott kőemlékek a Nemzeti Múzeumba.
Nincsen kétség, hogy minden közel levő kőépítmény, az ujabb pusztákon a sülyedtvári falakból keletkezett
Iovia városát a kutatók a Tolna vármegyei Alsóhetény közelében feltárt késő római erőddel azonosították, ez az erőd azonban az Itinerarium Antonini keletkezésekor még nem állhatott. Tóth Endre, a Magyar Nemzeti Múzeum régész munkatársa ebből arra a következtetésre jutott, hogy a korábbi polgári település neve áthagyományozódott az erődre; elképzelhető, hogy azt követően, hogy a város – más, jelentős közigazgatási szerep nélkül maradt településekhez hasonlóan – valamikor a 4. században elsorvadt, lakói pedig az erőd védelmébe húzódhattak. Történészek szerint a 4. század első két harmadában a római templomok és temetők romos állapota miatt azok kőanyaga újrafelhasználására került, a 4. század végén pedig a pogány kultuszemlékek rombolásával kőbányának használták a korábbi kultuszhelyek épületeinek és a síremlékeinek értékes kőanyagát is. Felhasználtak minden mozdítható követ a határzónát folyamatos védekezésre késztető korszak építkezési hullámának időszakában.
Dalmand-Sülyedtvár-puszta 
Az ún „Sülyedtvár-pusztán az útszélen elültetett fák között... árkot húztak a munkások", s egy arra haladó kocsis két-három pénzdarabot talált az árok melletti földben. Másnap folytatta a keresést, és „vagy 28 darab ezüst pénzt ásott ki". Miután ez tudomására jutott a szolgabírói hivatalnak, elkobozta és beszolgáltatta a múzeumnak. Wosinsky Mór „a pénznemeket a kelták idejéből származtatván, macedóniai Fülöp korabeli pénzek utánzatának minősítette. Az ezüst darabok súlya egy-egy dekagramm". Az ásatások folytatását tervezik. (Tolnavármegye, 1898. jún. 19./4.)
Több más régészeti adat is arra mutatott, hogy az erőd közelében korábban egy jelentősebb polgári városnak is állnia kellett, ennek felszíni nyomait azonban sokáig nem találták meg. Az egykori város helyszínét végül légi felvételek elemzésével azonosították, egy, már korábban római kori szórványleletekről ismert területen, Szakcs és Kocsola közelében, a Felsőleperd–Gölösi-malom nevű régészeti lelőhelyen, az ásatások pedig a 2010-es években kezdődtek meg, a Pázmány Péter Katolikus Egyetem régészeinek irányításával. A kutatóknak 2015-ben oktokopterrel és talajradar segítségével több új épületet (parancsnoki palota, magtár, gazdasági épületek, fürdő) sikerült azonosítani az erődön belül.
409-ben a rómaiak Pannonia Valeria provinciát átadták az Attila vezetésével egyre előretörő hunoknak. Pannonia I, Pannonia II és Pannonia Savia formálisan még egy ideig a Nyugatrómai Birodalomhoz tartozott, ám végül 433-ban egész Pannonia területe is a hunok kezére került. A korábbi pannoniai provinciák teljesen elvesztek és elpusztultak, és az 5. század végére a terület teljesen elveszítette római jellegét.

## Leírása
A lankás dombsági felszínbe bevágódó, alapvetően  észak-déli  futású  patakok (Nosztányi-patak és az Attala-Inámi-vízfolyás) egyik keleti mellékvölgyében folyik az Alsóhetényi-ér, melynek forrásvidékén található a sok éven keresztül kutatott alsóhetényi késő római belső-pannoniai erőd. Az erődítményen kívül a Szakcs község déli határához tartozó, Felsőleperd–Gölösi-malom néven ismert lelőhely, az alsóhetényi erődtől 7 kilométerrel északra fekvő lelőhely eddigi ásatási területén kívül egy kb. 600 x 600 méteres alapterületű város nyomai kerültek elő, fórumszerű térrel, bazilikával, egy oszlopsoros utcával,  freskótöredékekkel, épület- és oszlopmaradványokkal. Az oszlopsoros főutcán kívül további utcák nyomait ezidáig nem sikerült azonosítani, ez alapján feltehető, hogy a település központja egy főúri vagy császári villa lehetett, amit a 3. század végén bővíteni kezdtek, de valami miatt nem fejezték be, így komolyabban valószínűleg nem népesülhetett be.

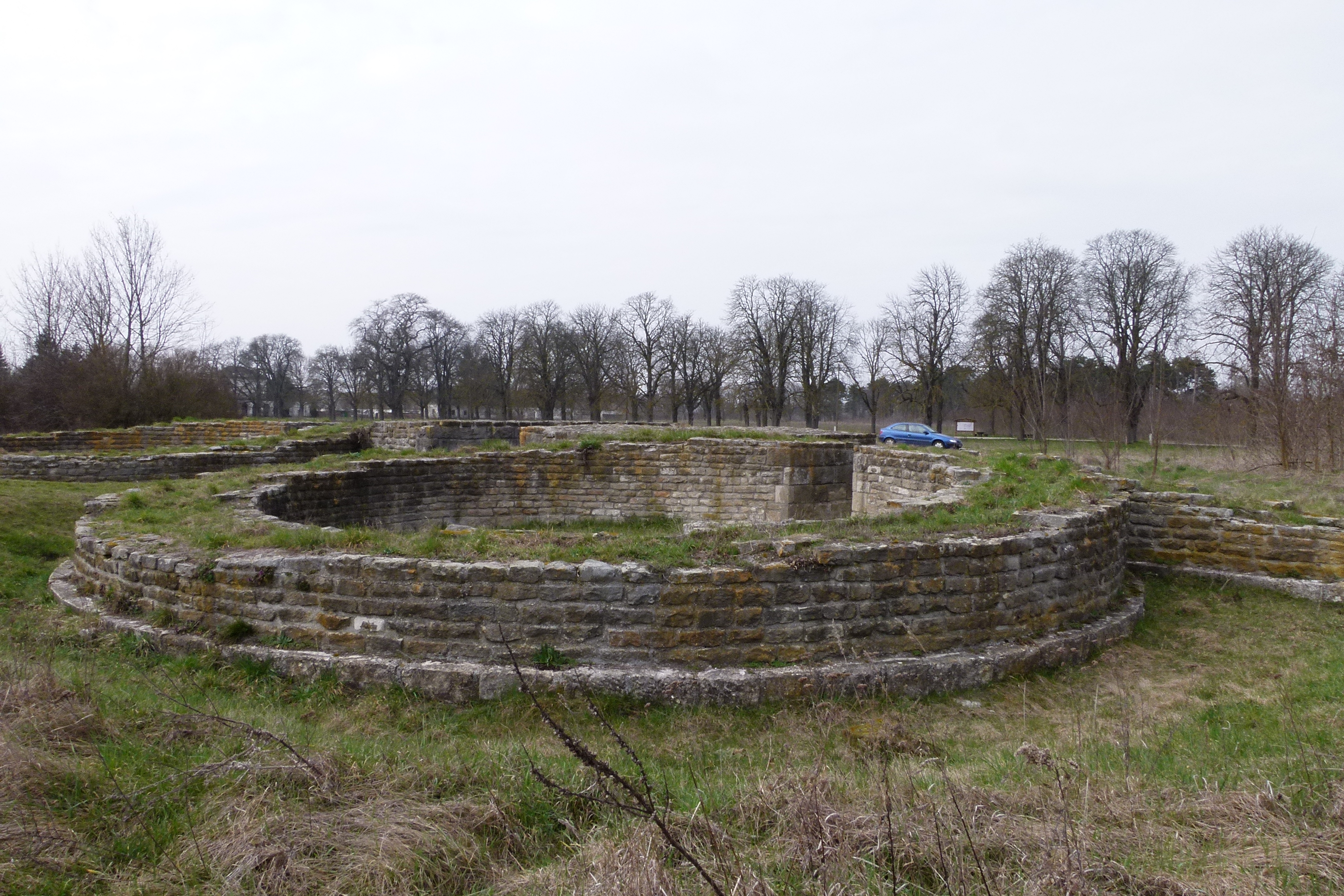
A pannoniai késő római belső erőd Valcum egyik tornyának föld feletti maradványa Fenékpusztán, a 44 darab több emeletes kerek toronnyal megerősített Balaton melletti erőd vélhetőleg főként logisztikai funkciókat látott el

A település azonosításához elvezető légi fotókon egy városias, fallal körülvett település képe rajzolódik ki, a falakon belül mintegy tíz nagy épület és egy legalább 270 méter hosszú kettős oszlopsor ismerhető fel, ezek. A 2010-es években megkezdett helyszíni kutatások eredményeként ezidáig a település központjának nyugati kapuját, egy másik kutatóárokkal pedig és két vakolt falszakaszt sikerült feltárni; az előbbi helyen előkerült a terület nyugati zárófalának egy részlete, kapupillére és a falakon kívül futó portikusz két pillére is, az utóbbi helyen pedig a római kori réteg felett a középkori Veperd község temetőjének néhány sírját tárták fel. Az egyéb leletek között 2-3. századból származó kerámiatöredékek, a sírok földjéből pedig ezernél több freskótöredéket fedeztek fel, eszerint az épület gazdagon lehetett díszítve.
A központi épületcsoport keleti része több szempontból is a szabadbattyán határában talált palotához hasonlít, amelynek közelében egy fürdőszerű épület márványtöredékeit a felszínen is megtalálták. A központ nyugati felén lévő két nagy méretű – hozzávetőleg 80 x 25 méteres alapterületű – épület egykori gazdag díszítettségét pedig az ott előkerült márvány- és porfirtöredékek is igazolják. A kutatás folyamatban van, többek között a falmaradványok földradaros felmérésével, további ásatásokkal és a nagyobb felületen egyben maradt falfestménytöredékek konzerválásával.
Szabó Ádám a Morphologia Valeriana című művében így összegzi az Alsóhetény-Kapospula közelében lévő föld alatt rejtőző erődítmény kiterjedését: „Az erőd tájolása közel pontosan észak-dél –kelet-nyugat. Északi fal-hossza 450 m, keleti  falhossza 472 m, déli falhossza 499 m, nyugati falhossza 458 m. A szabálytalan négyzetet formázó erőd falainak hossza összesen 1879 méter, területe 21 hektár,ezt kiegészíti a 4 saroktorony, a 8 kaputorony és 39 oldaltorony összességükben szintén hosszú fal-felülettel. Falainak vastagsága 260-280 cm; tornyainak átmérője 13,5-13,7 m; saroktornyainak átmérője 17 m.”
Az itt talált vassisakról lefejtett, aranyozott ezüstlemezből készült sisakmaradvány, arannyal borított orrlemezén Krisztus nevét rövidítő szimbólum, a görög X (khi) és P (rho) betűk ligatúrája látható, egy késő római kori sisak, a sisakon fellelt orrvédőt burkoló dísz ebben az elhelyezésben egyedülálló a világon.
Alsóheténypuszta-Kapospuláról  ismert  egy  későcsászár-kori, ún. Intercisa III. típusú taréjos sisak ("Kammhelm"  ill. "Garde-helm") aranyozott ezüst borítólemeze, ami összehajtogatva került elő, rajta off(icina) Gaiani jelzéssel. A sisak gazdája akár az erődöt irányító egyik  tribunus is lehetett.